# Мелик-Бахшян, Степан Тигранович
Степан Тигранович Мелик-Бахшян (арм. Ստեփան Տիգրանի Մելիք-Բախշյան; 15 апреля 1924, Казанчи, Нахичевань — 28 марта 1998, Ереван) — советский и армянский историк и преподаватель.

## Биография
Родился в Нахичеванской области, в 1934 году его семья переехала в Ереван. В 1940 году окончил школу, в 1945 году — Ереванский государственный университет по специальности «средневековая история Армении». С 1946 года был ассистентом на кафедре, с 1949 года преподавал историю Грузии, Армении, Азербайджана и исторические источники. В 1947 году вступил в КПСС. В 1965 году защитил докторскую диссертацию, в 1969 году получил учёное звание профессора. В Ереванском университете преподавал до конца жизни, также читал лекции в Ереванском педагогическом университете.
Как историк специализировался в основном на средневековой истории Армении. Главные работы: «Սոցիալական շարժումները Հայաստանում V դարում»(1950, «Общественные движения в Армении V века»); «Պավլիկյան շարժումը Հայաստանում» (1953, «Павликианское движение»); «Հայաստանը VII—IX դարերում» (1968, «Армения VII—IX веков»); «Հայոց պատմության աղբյուրագիտություն» (1979, «Источники по армянской истории»). Был также главным редактором энциклопедии храмов Армении («Հայոց պաշտամունքային վայրեր»), которая вышла уже после его смерти, в 2009 году. Кроме того, был автором и соавтором целого ряда учебных пособий для университетов по истории Армении. За свои научные достижения был награждён президентской премией.